# Ferdinand Fellner (Maler)
Ferdinand August Michael Fellner (* 12. Mai 1799 in Frankfurt am Main; † 4. September 1859 in Stuttgart) war ein deutscher Illustrator, Zeichner und Maler.

## Leben
Fellner war der Sohn des Bankiers, Johann Christian Fellner (1764–1836) und dessen Frau Susanne Dorothea (geborene Welcker, 1779–1854). Christian Alexander Fellner und Karl Konstanz Viktor Fellner waren seine jüngeren Brüder. Er besuchte von 1806 bis 1817 das Frankfurter Gymnasium. Bereits während der Schulzeit wurde er durch den Maler und Kupferstecher Hans Müller unterrichtet. Anschließend studierte er in Heidelberg (1817–1820) und Göttingen (1820–1824) Rechtswissenschaften, wobei er nebenher seine autodidaktische Ausbildung zum Maler fortsetzte. Er ließ sich nach der Promotion zum Doktor der Rechte 1825 in seiner Heimatstadt als Advokat nieder, übte diesen Beruf, den er nur auf Wunsch des Vaters erlernt hatte, jedoch nie aus, da er 1825 durch ein dreijähriges Stipendium des Städelschen Kunstinstituts die Möglichkeit bekam seiner Neigung zu künstlerischer Tätigkeit zu folgen und sich bei dem Akademielehrer Peter von Cornelius in München ausbilden zu lassen. Fellner setzte sich für gründliche Kostüm- und Architekturstudien zum Zweck der Historienmalerei ein und übte dadurch bedeutenden Einfluss aus, da Künstler wie Moritz von Schwind sich von ihm in Kostümfragen beraten ließen. 1828 begab er sich anlässlich der Feiern für Albrecht Dürer nach Nürnberg und schuf mehrere Entwürfe und zwei Gemälde. 1831 zog er nach Stuttgart, wo er unter anderem als Illustrator für Taschenbücher für die Cotta’schen Klassikerausgaben arbeitete.

## Werke (Auswahl)
Fellner war vorzugsweise als Zeichner und Illustrator tätig, er fertigte aber auch Ölgemälde sowie zahlreiche Bleistift-, Feder- und Tuschzeichnungen an. Fellners künstlerischer Nachlass befindet sich im Frankfurter Städel.
- Albrecht Dürer der Ältere bringt seinen Sohn zu Michael Wolgemut in die Malerlehre 1828
- Dürer im Sturm auf der Schelde 1828
- Konrad III. und Friedrich der Schöne für den Kaisersaal des Frankfurter Römers
- Madonna mit dem vor dem Christuskinde knieenden Künstler (1850)
- Madonna mit Christus und dem kleinen Johannes
- Der Ritter und sein Liebchen

Illustrationen
- Zwölf Zeichnungen für Die Sieben Schwaben
- Sechzehn Zeichnungen für Don Quijote
- Illustrationen für Faust, Wilhelm Tell, Wallenstein, Macbeth, Romeo und Julia …